# منصة نيوتن
منصة نيوتن التعليمية هي منصة إلكترونية للتعليم عن بعد اطلقتها وزارة التربية العراقية تنفيذا لقرارات خلية الأزمة لمواجهة جائحة كورونا ولضمان ديمومة العملية التعليمية والتربوية.

## الخلفية
في ظل استمرار جائحة فيروس كورونا في العراق والعالم اتخذت وزارة التربية العراقية مجموعة من القرارات حيث شُكلت خلية ازمة برئاسة وزير التربية علي حميد الدليمي تتولى عملية إدارة الأزمات والمعالجات السريعة لها، فضلاً عن تقسيم الدوام (الأحادي والثنائي والثلاثي) للمراحل الدراسية كافة، إذ سيكون الدوام ليوم واحد لكل صف دراسي وبحسب المرحلة الدراسية (ابتدائي أو ثانوي). تقوم المنصة بعمل بث مباشر للمواد الدراسية بمواعيد معينة ولكل المراحل الدراسية بالتعاون مع قناة العراقية التربوية.

## الوسيلة
يمكن الدخول إلى منصة نيوتن التعليمية بشكل مباشر عن طريق رابط منصة نيوتن أو عن طريق تطبيق مخصص لمنصة نيوتن للهواتف التي تعمل بنظام أندرويد وكذلك نظام الـآي أو إس حيث تحتوي المنصة على نافذة لتسجيل الدخول مخصصة لكل من الطلبة والاساتذة وإدارة المدرسة عبر اسم مستخدم وكلمة سر تقوم وزارة التربية بتزويدها إلى إدارة المدرسة.

## فوائد المنصة
في ظل استمرار جائحة كورونا واتجاه العالم لوسائل التعليم عن بعد أصبح من الضروري جدًا إنشاء منصات تعليمية تحول دون توقف العملية التربوية والتعليمية وفي الوقت ذاته تقلل من احتكاك البشر قدر الإمكان وبالتالي تقليل الاصابات بفايروس كورونا المستجد.

## مدى الانتشار
بلغ عدد مستخدمي منصة نيوتن قرابة الأربعة ملايين مستخدم وفق تصريح وزارة التربية العراقية في الأيام الأولى من انطلاق المنصة.